# تشارلي غوش
تشارلي غوش (بالإنجليزية: Charlie Gooch)‏ هو لاعب كرة قاعدة أمريكي، ولد في 5 يونيو 1902 في سميرنا في الولايات المتحدة، وتوفي في 30 مايو 1982 في Lanham, Maryland ‏ في الولايات المتحدة.

## وصلات خارجية
- تشارلي غوش على موقعبيزبول رفرنس.كوم (الدوري الرئيسي) (الإنجليزية)